# Bouthaina Kamel
Bouthaina Kamel, née le 18 avril 1962 (Le Caire), est une journaliste de radio et de télévision, ainsi qu'une femme politique égyptienne. Elle a été candidate à l’élection présidentielle égyptienne de 2012, mais n'a finalement pas reçu assez de signatures pour se présenter.

## Biographie

### Carrière de journaliste
Bouthaina Kamel travaille à la radio, où elle anime une émission traitant de questions de société, Nightime Confessions, puis à la télévision. Elle démissionne de ce dernier poste en 2006 contre la censure du régime d’Hosni Moubarak sur les médias.
Depuis 2013, elle travaille à la télévision d'État, à Al Oula et Al Masrya ; elle présente des bulletins d'informations. Elle continue également à participer au débat politique sur les sujets de l'égalité des droits, du salaire minimum ou encore du harcèlement sexuel.

### Carrière politique
Militante contre la corruption depuis de nombreuses années (elle fonde même une organisation contre), elle participe à la révolution égyptienne de 2011, notamment en prenant part aux manifestations de la place Tahrir.
Elle se déclare candidate à la future élection présidentielle, en avril 2011. Militante des droits de l'homme et animatrice de télévision, elle bénéficie d'une légitimité révolutionnaire. Elle se bat en outre depuis les années 1990 pour la modernisation de la société égyptienne, notamment autour des questions de la liberté sexuelle, de l'égalité hommes-femmes et du harcèlement sexuel. Elle milite également pour l'abaissement de l'âge de l'éligibilité de 30 à 22 ans, pour la réduction de la pauvreté et une révolution sociale, la paix religieuse.